# آئورا (شهرداری فنلاند)
آئورا (تلفظ فنلاندی: [ˈɑu̯rɑ]) یک شهرداری فنلاند است. شهرداری در سال ۱۹۱۷ از بخش‌هایی از لیتو و پویتیا تأسیس شد.

## موقعیت
آئورا بخشی از منطقه جنوب غرب فنلاند است. این شهرداری ۳٬۹۵۳ (۲۸ فوریه ۲۰۲۳) جمعیت دارد و مساحت آن ۹۵٫۵۷ کیلومتر مربع (۳۶٫۹۰ مایل مربع) است. که ۹۴٫۹۸ کیلومتر مربع (۳۶٫۶۷ مایل مربع) آن آب است. تراکم جمعیت ۴۲٫۰۹ ساکن در هر کیلومتر مربع (۱۰۹٫۰ ساکن در هر مایل مربع) است.

## جمعیت‌شناسی
در سال ۲۰۲۰، ۱۹٫۰ درصد از جمعیت آئورا زیر ۱۵ سال، ۶۰٫۲ درصد ۱۵ تا ۶۴ سال و ۲۰٫۸ درصد افراد بالای ۶۵ سال بودند. میانگین سنی ۴۲٫۰، کمتر از میانگین کشوری ۴۳٫۴ و میانگین منطقه ای ۴۴٫۰ بود. زبان فنلاندی ۹۶٫۸ درصد از جمعیت و گویشوران زبان سوئدی ۰٫۶ درصد را تشکیل می‌دهند در حالی که سهم گویشوران زبان‌های خارجی ۲٫۶ درصد بوده‌است. اتباع خارجی ۲٫۱ درصد از کل جمعیت را تشکیل می‌دهند.

نمودار زیر توسعه کل جمعیت آئورا از سال ۱۹۷۵ تا ۲۰۲۰ را توصیف می‌کند، منطقه شهرداری را از سال ۲۰۲۱ در بر می‌گیرد.

## اقتصاد
در سال ۲۰۱۸، ۵٫۲٪ از نیروی کار آئورا در تولید اولیه (کشاورزی، جنگلداری و ماهیگیری)، ۳۴٫۹٪ در تولید ثانویه (به عنوان مثال تولید، ساخت و ساز و زیرساخت) و ۵۷٫۶٪ در خدمات مشغول به کار بودند. در سال ۲۰۱۹، نرخ بیکاری ۵٫۷ درصد و سهم بازنشستگان از جمعیت ۲۳٫۷ درصد بوده‌است.